# Väike-Võhma
Väike-Võhma is een plaats in de Estlandse gemeente Saaremaa, provincie Saaremaa. De plaats heeft de status van dorp (Estisch: küla) en telt 8 inwoners (2021).
Tot in oktober 2017 lag de plaats in de gemeente Orissaare en heette ze Võhma. In die maand ging Orissaare op in de fusiegemeente Saaremaa. Omdat in de nieuwe gemeente nog een dorp met de naam Võhma lag, werd dit Võhma omgedoopt in Väike-Võhma (‘Klein-Võhma’).

## Geschiedenis
(Väike-)Võhma werd voor het eerst genoemd in 1645 onder de naam Wohimes als nederzetting op het landgoed van Maasi.
In 1977 werd Võhma bij het buurdorp Kavandi gevoegd. In 1997 werd het weer een zelfstandig dorp.